# Gwara karaszewska
Gwara karaszewska, gwara Karaševa (serb.-chorw. govori karaševskih Hrvata) – odmiany języka serbsko-chorwackiego używane przez Karaszewców zamieszkujących siedem wsi rumuńskiej części Banatu – Karaševo, Ravnik, Lupak, Klokotič, Nermić i Jabalče, najpewniej od XV wieku. Są klasyfikowane jako część narzecza torlackiego jako poddialekt dialektu timocko-łużnickiego lub jako samodzielny dialekt. Należą do grupy gwar z zachowanym prasłowiańskim *ě (jaciem).
Z uwagi na liczne elementy językowe obce obszarowi serbsko-chorwackiemu, a nawiązujące do grupy bułgarsko-macedońskiej, przypuszcza się, że praojczyzna Karaszewców leżała w bezpośrednim sąsiedztwie obszaru bułgarskiego, a więc najpewniej na obszarze przejściowych gwar torlackich.

## Cechy językowe
Charakterystycznymi cechami fonetycznymi gwary Karaszewców są:
- akcent wyrazowy nietoniczny, pozbawiony iloczasu[1], cofnięty z końcowej sylaby krótkiej, np. žέna, rúčak, mə́gla, tə́ma, zaś zachowany na końcowej długiej, np. kupovál, stojí, prodám[2],
- przejście prasłowiańskich jerów *ъ, *ь w odrębny fonem ə (szwa), np. mə́gla ‘mgła’, dən ‘dzień’, vrábəc ‘wróbel’ (akut oznacza akcent wyrazowy), jedynie w Ravniku i części Karaševa jery dały e, np. méša ‘msza’, sidén ‘dzisiaj’, stéklo ‘szkło’[2],
- zachowana pod akcentem wąska wymowa *ě (jać), np. pobẹ́gli, dẹ́dica, dẹ́ ‘gdzie’, zaś poza akcentem wymawiane jest jak i, np. člóvik (ale w dopełniaczu človẹ́ka), biží, rizánci[2], a przy tym kontynuant jacia jest odrębnym fonemem od dawnych *e i *ę, które wymawiane są szeroko, np. lεt ‘lód’, rεt ‘porządek’[2],
- prasłowiańskie *tj i *dj kontynuowane przez miękkie ť i ď (wobec literackich afrykat ć i đ)[1],
- zachowane jest sonantyczne l̥, ewentualnie rozwija się w połączenie ze szwą, np. bĺ̥va ‘pchła’, jábl̥ka ‘jabłko’, žə́lč ‘żółć’, və́lna ‘wełna’[2],
- zachowane jest także -l w wygłosie sylaby, np. dal, bil[2],
- typowo sztokawskie przejście psł. *vъ-, *vь- w u-, np. únuk < psł. *vьnukъ[2],
- głoska *χ jest niekiedy zachowana na początku wyrazu, np. χítər[2],
- występuje afrykata ʒ (dz), np. ʒvẹ́zda, ʒvóno[2], szczególnie częsta w wyrazach pochodzenia rumuńskiego[1],
- grupa čr- rozwinęła się z pojawieniem się dodatkowej samogłoski, np. čεrẹ́šńε ‘czereśnia, por. trześnia’, čεrẹ́vo, čə́rn[2],
- na końcu wyrazów dochodzi do ubezdźwięcznienia, jednak grupy typu -st nie upraszczają się do -s, np. grost[2].

Do charakterystycznych cech morfologii gwary karaszewskiej należą:
- końcówka -im odmiany zaimków i przymiotników męskich i nijakich w miejscowniku liczby pojedynczej, np. dobrím[3],
- narzędnik liczby pojedynczej rzeczowników rodzaju męskiego i nijakiego na -am[2], np. človẹ́kam, srέbram[2],
- końcówki -ovε, -εvε w mianowniku liczby mnogiej, np. brẹ́govε ‘brzegi’, grẹ́jεvε ‘grzechy’[3], kral’έvε ‘królowie’ co zbliża do końcówek macedońskich i bułgarskich -ове wobec serb.-chorw. -ovi, -evi[5],
- częsta końcówka zerowa w dopełniaczu liczby mnogiej, np. koń, žεn[5],
- końcówka -am celownika liczby mnogiej wszystkich rodzajów[3], np. krávam[5],
- końcówka -i biernika liczby mnogiej rodzaju męskiego[3], np. čini bunari[1],
- miejscownik liczby mnogiej równy dopełniaczowi, np. po brigóv ‘w górach’[1],
- formy rzeczowników rodzaju męskiego na -a łączą się ze wszystkimi liczebnikami[3],
- stopniowanie analityczne z przyrostkami po- i naj-[3].
- rzadki aoryst[3],
- rzadki, zanikający bezokolicznik[5], o końcówce -ti, -ći[3],
- czas przyszły tworzony z czasownikiem posiłkowym lam ‘chcę’, np. lam da popẹ́vam ‘będę śpiewać’[3],
- tryb rozkazujący o końcówce 2. osoby liczby mnogiej -ẹtε[3], np. idẹ́tε ‘idźcie’[5].

Składnia wykazuje znaczne wpływy rumuńskie, należą do nich:
- enklityki w położeniu proklitycznym, np. smo sε nazdrávili[3],
- celownik posesywny typu nέna slúgi mojέmu ‘ojciec mojego sługi’[3].